# Royaume du Ouaddaï
 (février 2019).
Si vous disposez d'ouvrages ou d'articles de référence ou si vous connaissez des sites web de qualité traitant du thème abordé ici, merci de compléter l'article en donnant les références utiles à sa vérifiabilité et en les liant à la section « Notes et références ».
XIVe siècle – 1911
Entités précédentes :
- Royaume Toundjour

Entités suivantes :
- Territoire du Tchad

Le royaume du Ouaddaï ou Ouadaï est un ancien État localisé à l'Est du Tchad actuel. Il n'existe plus aujourd'hui en tant qu'entité politique indépendante, mais seulement comme chefferie traditionnelle en relation avec les autorités administratives tchadiennes modernes.

## Histoire

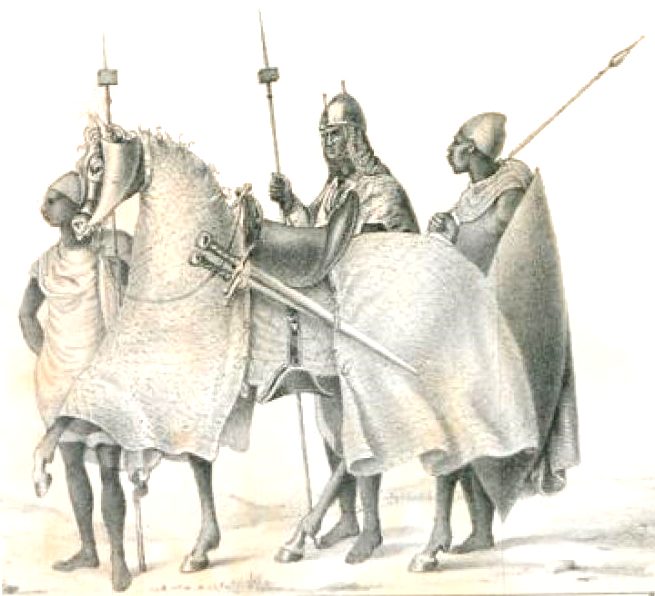
Guerriers du Ouadaï (1851)

### Origine
Selon la version de l'explorateur allemand Heinrich Barth, le royaume est fondé en 1611, tandis que son compatriote Gustav Nachtigal, il le serait en 1635. Le prince Abdel-Karim Ben Djamé (l'Abbasside) est considéré comme le fondateur du royaume. Il est descendant de l'oncle du prophète Al-Abbas ibn Abd al-Muttalib. ce dernier régnera jusqu’à sa mort. 
Le terme Ouaddaï vient du mot arabe Ouadda signifie envoyer. il tire sa source des tributs que le Royaume payait depuis sa création au Sultan du Darfour mais le roi Yakhoub Arouss a cessé de payer. Une autre version soutient que le terme vient du mot arabe Ouaddu qui signifie Ablution.

## Organisation politique et administrative

### Le Kam Kallak
Le roi du Ouaddaï est appelé «Kam Kallak», qui signifie «le grand» en maba, la langue des habitants du Ouaddaï. Du fait de l'islamisation du royaume, il porte le titre officiel d’Amir Al Mouminine, qui signifie «Commandeur des croyants» en arabe.

### Les notables étrangers à la famille royale

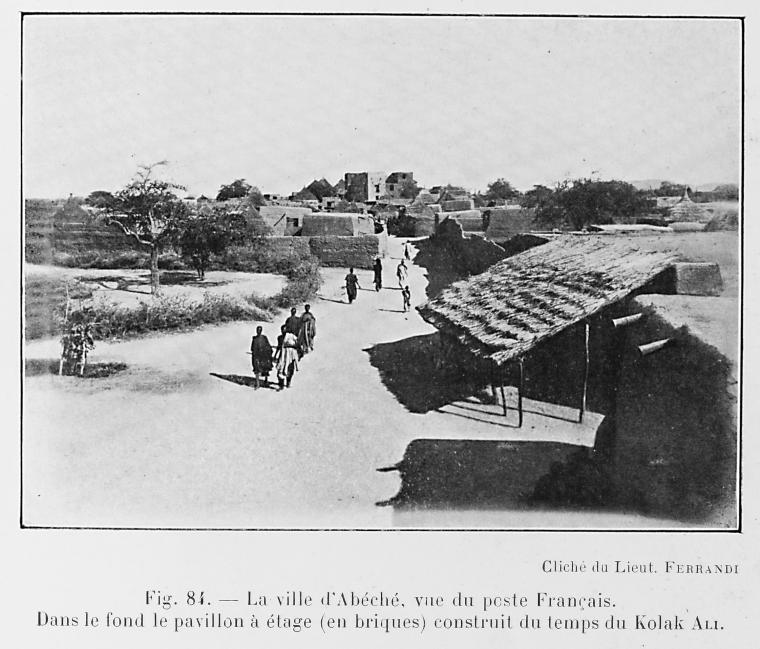
Abéché (1918)

Beaucoup de notables étrangers ont contribué au développement du royaume du Ouaddaï, surtout après le transfert de la capitale à Abéché en 1909. Il s'agit des populations de l'Afrique de l'Ouest notamment des Peuls, Haoussa, Bornous. À cela se sont ajoutées des populations venues de la Libye, sans compter l'apport très important fourni par la communauté soudanaise, appelée par les autochtones Djallaba.
La contribution et l'apport de cette communauté sont extrêmement significatifs et sans commune mesure dans des domaines divers. Dans les sciences et l'éducation, le Dr Cheikh Oulech Aouda fut le premier Tchadien à obtenir un doctorat en théologie à l'université al-Azhar du Caire. Il a enseigné beaucoup auprès des ressortissants de la région, ayant eu pour disciples Adoum Barka, Ibrahim Djabaye. Cheikh Oulech Aouda a créé en 1935 l'Institut Islamique d'Amsiogo qui sera dirigé par son disciple et cousin Salah Idjémy, imam spécialiste en Charia, qui lui aussi a étudié à al Azhar en Égypte et y a obtenu une maîtrise dans les années 1945.
Cheikh Ahmat Taha, chef de canton d'Abéché rural, fut un excellent leader, et ayant attiré par sa gestion l'attention des Français, ces derniers lui proposèrent de le nommer sultan du Ouaddai, mais, fort de sa culture, imbu d'une personnalité hors de commun, il a décliné l'offre, en argumentant que la famille a été bien accueillie par la famille royale autochtone.
Dans le domaine économique, la famille Cheikh Hissein a brillé, voire excellé à Abéché, tandis que les riches Abdel Madjid Taha et Moussa Abdel Mouti ont migré vers Fort-Lamy dans les années 1940 et y ont étendu leurs activités.